# Estrella de l'Índia

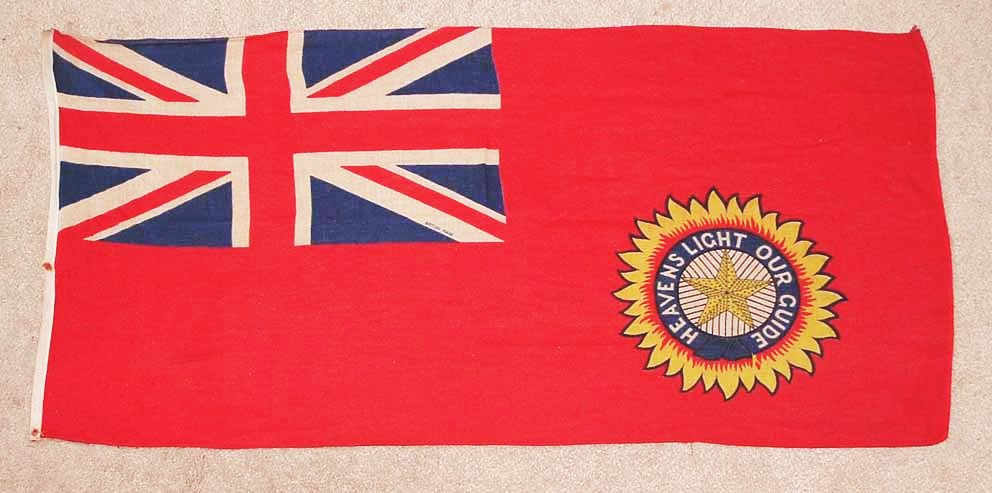
Estrella de l'Índia

L'Estrella de l'Índia fa referència a un grup de banderes utilitzades durant el període de la dominació britànica al subcontinent indi. L'Índia britànica tenia un seguit de banderes per a diferents propòsits. Bàsicament el disseny anava des de la "Royal Union Flag" a la "Red" o Blue Ensign amb la insígnia de l'Orde de l'Estrella de l'Índia sobreposada. No obstant, la bandera oficial de l'estat per al seu ús en terra era la bandera del Regne Unit i va ser aquesta la que es va arriar el dia de la independència el 1947.
Mentre que la "Blue Ensign" o pavelló blau fou utilitzar per a fins militars i navals, la "Red Ensign" o pavelló vermell es va utilitzar per a la representació de l'Índia en diversos esdeveniments internacionals. El disseny mostra Orde de l'Estrella de l'Índia, un Sol amb 26 raigs llargs alternats amb 26 raigs més curts d'or. Al centre hi ha un anell en blau cel amb el lema de l'orde, Heaven's Light Our Guide i al centre una estrella de 5 puntes.
El grup de banderes sota aquesta denominació foren reemplaçades per l'actual bandera de l'Índia (Tiranga) després de la Independència el 15 d'agost de 1947 al nou estat independent de l'Índia, i per la bandera del Pakistan al també nou estat independent del Pakistan.

## Banderes sota aquesta denominació
|  | 1733-1833   | Bandera del governador de la Presidència de William (Bengala)                                              | Bandera de la Companyia Britànica de les Índies Orientals. |
|  | 1858–1947   | Bandera oficial del Raj Britànic per a ús a terra                                                          | Bandera del Regne Unit |
|  | 1885–1947   | Bandera del Governador General de l'Índia                                                                  | La "Royal Union Flag" amb la insígnia de l'Orde de l'Estrella de l'Índia coronada per la corona Tudor.                                                                                        |
|  | 1880–1947   | Bandera utilitzada per representar el Raj Britànic en esdeveniments internacionals                         | El pavelló vermell amb la insígnia de l'Orde de l'Estrella de l'Índia situada al camp. |
|  | 1863–1947   | Bandera de la Marina índia de Sa Majestat (1879–1928) i bandera naval de la Reial Marina índia (1928–1947) | El pavelló blau amb la insígnia de l'Orde de l'Estrella de l'Índia situada al camp. |
|  | 1928–1950   | Bandera de la Reial Marina índia / Royal Indian Navy                                                       | El pavelló blanc de la Marina Reial britànica |
|  | 1861 - 1947 | Insígnia de l'Orde de l'Estrella de l'Índia                                                                | Un Sol, amb 26 raigs llargs alternats amb 26 raigs més curts d'or. Al centre hi ha un anell en blau cel amb el lema de l'orde, Heaven's Light Our Guide i al centre una estrella de 5 puntes. |